# Sjöflygplan

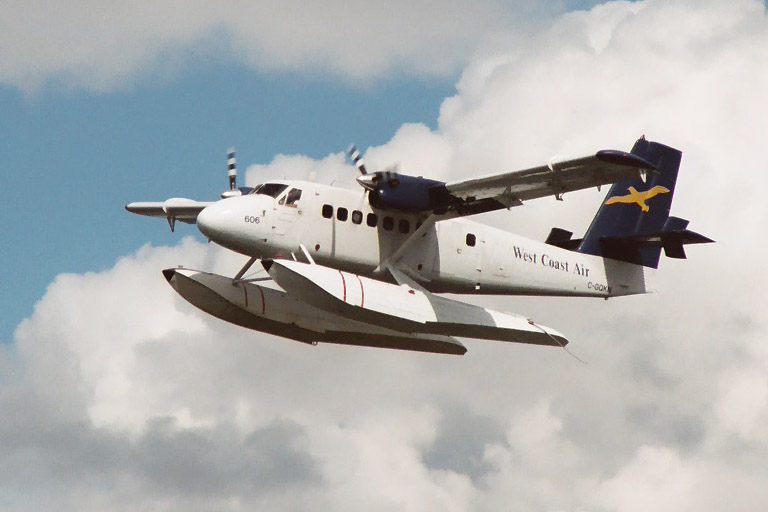
De Havilland Canada DHC-6 Twin Otter (Vancouver, CAN)

Sjöflygplan är flygplan som kan starta och landa på vatten. De uppdelas i flygbåtar, där underdelen av flygkroppen är konstruerad som ett båtskrov, och pontonflygplan som flyter på pontoner under flygkroppen. Flygplan som kan starta och landa både på vatten och på land kallas amfibieflygplan.

## Typer av sjöflygplan
- Amfibieflygplan – sjöplan som kan landa på både land och vatten
- Ekranoplan – flygbåt som använder sig av markeffekt för att uppnå lyftkraft
- Flygbåt – sjöplan vars flygkropp utformats med skeppsskrov
- Pontonflygplan – sjöplan vars flygkropp försetts med flottörställ

## Svenska flygbolag som flyger med sjöflygplan
- Grafair (Stockholm-Bromma flygplats)

Tidigare fanns även Viamare Sjöflyg (Stockholm-Bromma flygplats). När Viamare Sjöflyg i december 2009 upphörde med sin verksamhet, förvärvade Grafair Viamare sjöflygs Cessna 208 Caravan Amphibian, med registrering SE-KTH. 